# Emmanuel Helen
Emmanuel Helen, né le 18 septembre 1883 à Paris et mort le 16 mai 1953 à Ville-d'Avray, était un aviateur français, très célèbre dans les débuts de l'aviation. Pilote d'essai chez Nieuport à Issy-les-Moulineaux, il a gagné deux fois la coupe Michelin (en 1911 et 1912), remporté la coupe Pommery, et a combattu en escadrille pendant la Première Guerre mondiale (5 citations). 

## Distinctions
- Chevalier de la Légion d'honneur (1912)